# نقشه مشکلات
«نقشه مشکلات» (به انگلیسی: Map of the Problematique) تک‌آهنگی از میوز است که در سال ۲۰۰۷ میلادی منتشر شد. این تک‌آهنگ در آلبوم سیاه‌چاله‌ها و مکاشفات قرار داشت.